# 緑黄色野菜

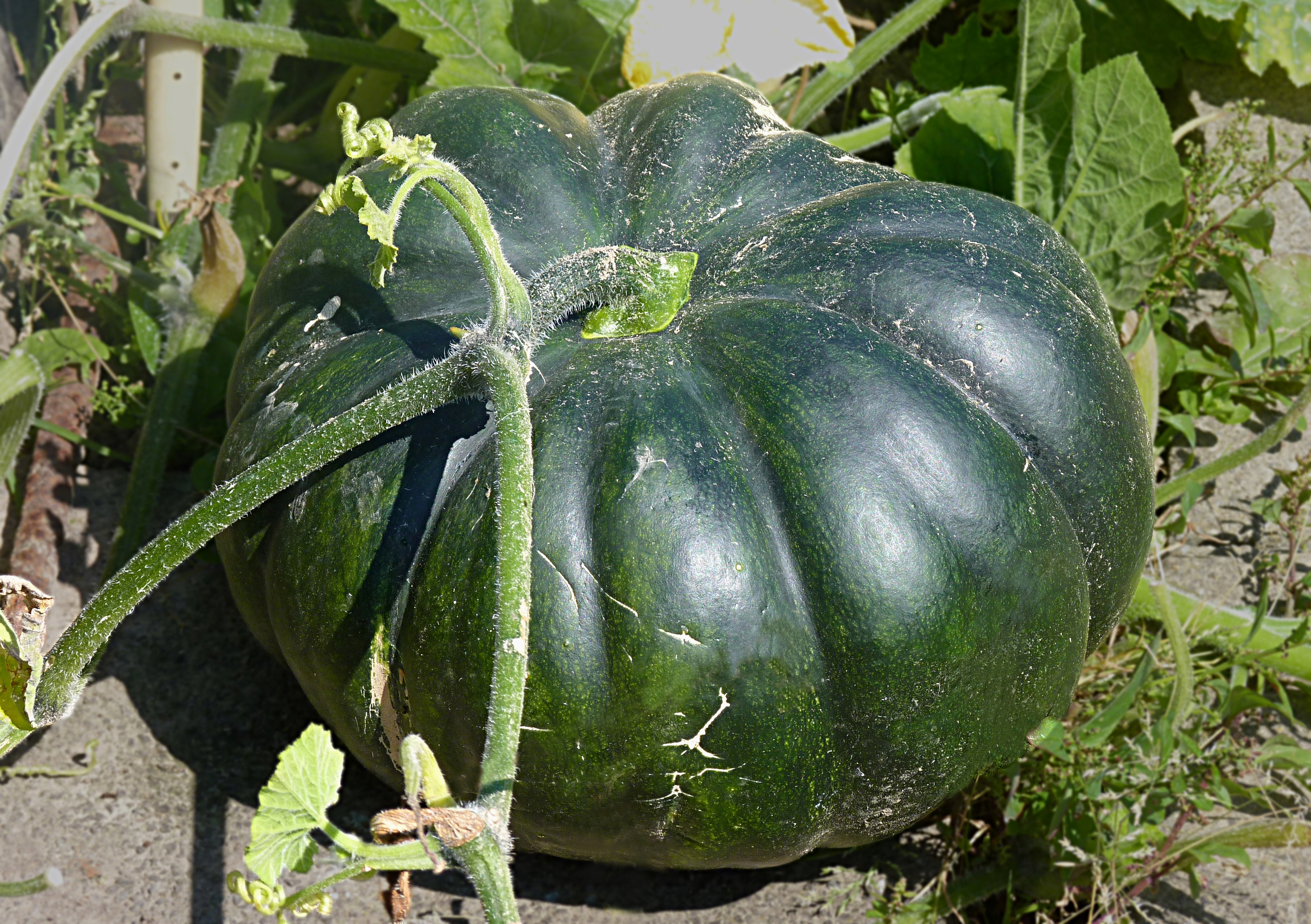
カボチャ

緑黄色野菜（りょくおうしょくやさい）は、カボチャ、ニンジンなど、カロテンを可食部100g中に600マイクログラム (μg) 以上含む野菜の総称である。緑黄色野菜以外の野菜を特に区別する場合は淡色野菜と呼ぶが、色によって区別しているのではない。

## 定義
日本食品標準成分表では「原則として可食部100g当たりカロテン含有量が600μg以上のもの」、トマトやピーマンなど一部の野菜については「カロテン含有量が600μg未満であるが、摂取量及び頻度等を勘案の上、栄養指導上、緑黄色野菜とする」と定義される。
「緑黄色」と名がついているので、緑色をしている野菜と黄色をしている野菜と思われがちであるが、緑黄色野菜というのは基本的に野菜の色ではなく、含まれているカロテン量で分類されている。科学技術庁（現在の文部科学省）が編集した『四訂日本食品標準成分表』（1982年）では、カロテンを600μg以上含む野菜を「有色野菜」と示していた。厚生労働省はこの「有色野菜」に、カロテン含有量は600μgに満たないが1度に食べる量が多く、たびたび食卓にあがるトマトとピーマンを加えて「緑黄色野菜」としている。
ただし、この定義に当てはまらない野菜として、リーキが緑黄色野菜とされている。リーキは可食部100g当たりのカロテン量が45μgしかなく、日本ではそれほど頻繁に食べる野菜ではない。リーキを緑黄色野菜とする根拠が見当たらないとする意見があるが、厚生労働省では訂正をしていない。

## 特徴

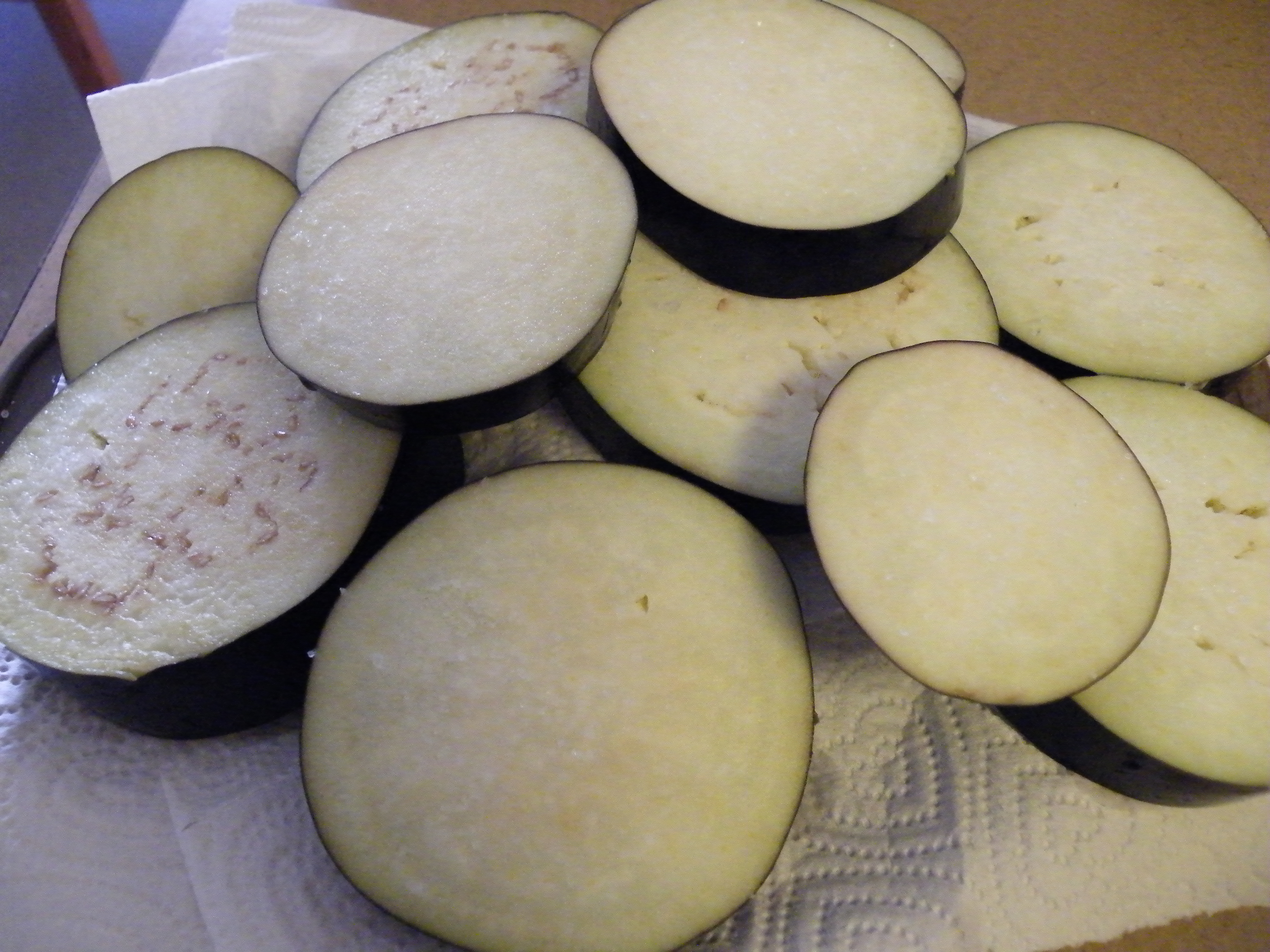
淡色野菜のナスは切った時の断面は白色

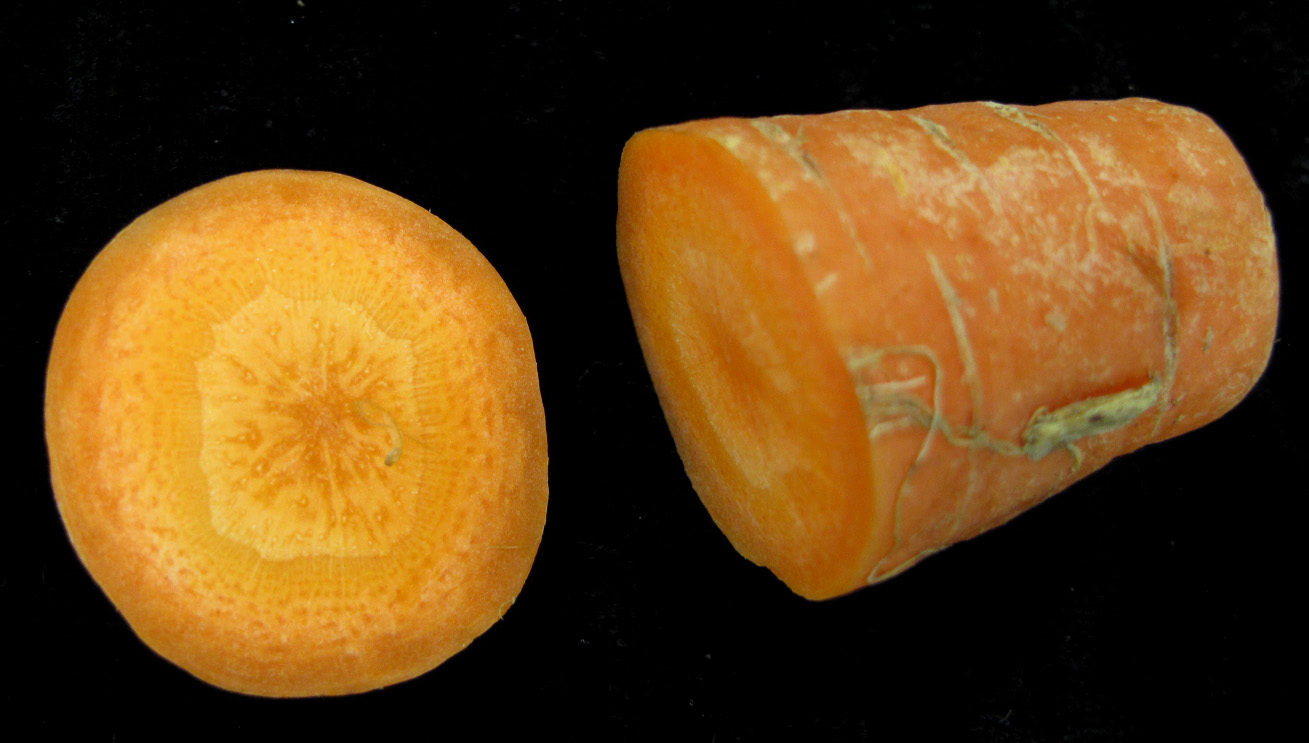
緑黄色野菜のニンジンは切った断面も橙色をしている

緑黄色野菜の基準となっているカロテンとは、カロテノイド色素とよばれている中のひとつで、黄色の色素成分である。ホウレンソウのような緑色の野菜は、カロテンの黄色とクロロフィル（葉緑素）の青色が混ざり合った色だと考えられている。ホウレンソウのような緑色の野菜を放置すると黄色くなるが、カロテンよりもクロロフィルのほうが分解が先に進むため、カロテンの黄色が下から現れたものだといわれている。
緑黄色野菜と淡色野菜のもっとも単純な見分け方は、可食部の表面のほかにも中まで色がついているかである程度見分けられる。例えば、ホウレンソウやカボチャは緑黄色野菜であるが、中が白いキュウリやトウモロコシ（粒）は緑黄色野菜ではない。ニンジンはカロテンが豊富な野菜の代表格であるが、カロテンの黄色にリコペンの紅色が混ざって、鮮やかな橙色となって見えている。
カロテンは、ヒトの消化管の粘膜上でレチノールに変換されて吸収され、そのあとビタミンAとしての効力が働く。ビタミンAはレチノールという動物性の成分であり、レバーなどに豊富に含まれているが、厳密には植物には含まれておらず、代わりにカロテンという形で含まれている。ただし、カロテンのビタミンA効力はレチノールの6分の1程度とかなり弱い。しかし、カロテンにはレチノールにはない栄養的価値が認められており、ヒトの体内で必要量だけがビタミンAに変換され、変換されなかったカロテンは、強力な抗酸化作用を発揮することがわかっている。
緑黄色野菜の栄養的価値は、ビタミンAとしての働きだけではなく、淡色野菜よりもビタミンCが多く含まれていることが多く、カリウム、鉄などのミネラルも緑黄色野菜のほうが多めである。緑黄色野菜には、ビタミンK、ルテイン、葉酸、β-カロテン（カロテンの一種）などの脳に健康的な栄養素が豊富に含まれている。研究によると、認知機能の低下を遅らせるのに役立つとされる。
淡色野菜よりも緑黄色野菜のほうに栄養的価値は注目されがちであるが、淡色野菜は緑黄色野菜よりもクセがなく一度に食べられる量や食物繊維が多いなど、食品としての基本的で重要な要素がある。

## 摂取量
厚生労働省が2000年に提唱している21世紀における国民健康づくり運動（健康日本21）の中で、野菜の摂取目標値は「成人一人当たり1日350g以上」とされ、そのうち「緑黄色野菜は120g以上」を摂取することが望ましいとされている。2000年に厚生労働省が行った国民栄養調査によると、日本国民の1日あたりの緑黄色野菜の平均摂取量は95.9gという調査データが示されている。

## 主な緑黄色野菜
- 浅葱
- 明日葉
- アスパラガス
- インゲンマメ
- エンダイブ
- サヤエンドウ
- オカヒジキ
- オクラ
- 貝割れ大根
- カブの葉
- カボチャ
- カラシナ
- ギョウジャニンニク
- 京菜
- クレソン
- ケール
- こごみ
- 小松菜
- 山東菜
- シシトウガラシ
- サラダ菜
- シソ
- 十六ささげ
- 春菊
- せり
- ダイコンの葉
- 高菜
- たらの芽
- チンゲンサイ
- ツクシ
- ツルナ
- ツルムラサキ
- 唐辛子
- トマト
- とんぶり
- ナズナ
- なばな
- ニラ
- ニンジン
- ニンニクの芽(トウ)
- 万能ねぎ
- 野沢菜
- パクチョイ
- バジル
- パセリ
- パプリカ
- 広島菜
- フダンソウ
- ブロッコリー
- ほうれん草
- 水菜
- みつば
- 芽キャベツ
- モロヘイヤ
- ヨメナ
- ヨモギ
- リーキ
- リーフレタス
- ルッコラ
- ワケギ
- 豆苗